# Tour della nazionale maschile di rugby a 15 dell'Italia 2006
Nel giugno 2006 la nazionale italiana di rugby intraprese un tour con destinazione Giappone ed isole Figi.
Furono previsti due test match ufficiali tra la seconda e la terza settimana di giugno: rispettivamente l'11 giugno a Tokyo contro la nazionale giapponese e il 17 giugno a Lautoka (originariamente a Suva) contro la nazionale figiana.
Il commissario tecnico Pierre Berbizier convocò un gruppo preliminare di 22 Azzurri per la tournée estiva, tra i quali spiccò il nome dell'italo-francese Bortolussi. La nazionale si radunò il 1º giugno a Roma con assenti: Galon, Staibano, Barbieri, Mauro e Mirco Bergamasco, Parisse, Pez e Andrea Lo Cicero (impegnato coi Barbarians), che si unirono al gruppo solo in un secondo momento. L'Italia partì il 4 giugno alla volta del Giappone con due sostituzioni dell'ultimo minuto: gli infortunati Galon e Festuccia vennero rimpiazzati da Peens e Ghiraldini. Capitano della spedizione azzurra fu Marco Bortolami che, tuttavia, vestì i gradi solo nella prima delle due partite; nella seconda, indisponibile, a guidare in campo la squadra fu Mirco Bergamasco, al suo esordio da capitano.
Nel primo test match al Principe Chichibu di Tokyo l'Italia fu nettamente superiore: gli Azzurri si imposero con sette mete contro nessuna dei giapponesi per un totale di 52-6; la vittoria permise alla nazionale italiana di risalire all'11º posto nel ranking IRB scavalcando proprio le Figi.
Una settimana più tardi, nel secondo test ufficiale al Churchill Park di Lautoka, invece, un'Italia distratta nel primo tempo concesse quattro mete alle Figi; solo nella ripresa l'équipe di Berbizier ebbe una reazione d'orgoglio, ma i figiani, che avevano chiuso il primo tempo avanti 29-8, tennero il risultato e vinsero 29-18.

## Risultati
| Arbitro: | Scott Young |

|               |      |                                                                                            |
|               | mt   | 7’ Sole 15’ Bortolussi 24’ Dallan 43’, 80’+1’ Mirco Bergamasco 62’ Dellapè 80’+3’ de Jager |
|               | tr   | 7’, 15’, 24’, 43’ Pez 62’, 80’+1’, 80’+3’ Bortolussi                                       |
| Ikeda 2’, 48’ | c.p. | 40’+4’ Pez                                                                                 |

| Arbitro: | Marius Jonker |

|                                                        |      |                              |
| Ligairi 5’ Caucanibuca 32’ Rauluni 40’ Salabogi 40’+3’ | mt   | 40’+8’ Parisse 53’ Lo Cicero |
| Bai 5’, 40’, 40’+3’                                    | tr   | 53’ Pez                      |
| Bai 15’                                                | c.p. | 3’, 69’ Pez                  |